# Sture Johnsson
Sture Johnsson (27 settembre 1945) è un ex giocatore di badminton svedese.

## Palmarès

### Europei
- 4 medaglie:
  - 3 ori (Bochum 1968 nel singolare; Port Talbot 1970 nel singolare; Vienna 1974 nel singolare)
  - 1 bronzo (Preston 1978 nel singolare)